# Ocheyedan (Iowa)
Ocheyedan es una ciudad ubicada en el condado de Osceola en el estado estadounidense de Iowa. En el Censo de 2010 tenía una población de 490 habitantes y una densidad poblacional de 162,67 personas por km².

## Geografía
Ocheyedan se encuentra ubicada en las coordenadas 43°25′5″N 95°32′12″O / 43.41806, -95.53667. Según la Oficina del Censo de los Estados Unidos, Ocheyedan tiene una superficie total de 3.01 km², de la cual 3.01 km² corresponden a tierra firme y (0%) 0 km² es agua.

## Demografía
Según el censo de 2010, había 490 personas residiendo en Ocheyedan. La densidad de población era de 162,67 hab./km². De los 490 habitantes, Ocheyedan estaba compuesto por el 95.71% blancos, el 0.2% eran afroamericanos, el 0.41% eran amerindios, el 0.2% eran asiáticos, el 0% eran isleños del Pacífico, el 2.04% eran de otras razas y el 1.43% pertenecían a dos o más razas. Del total de la población el 3.67% eran hispanos o latinos de cualquier raza.